# Viskgalleri

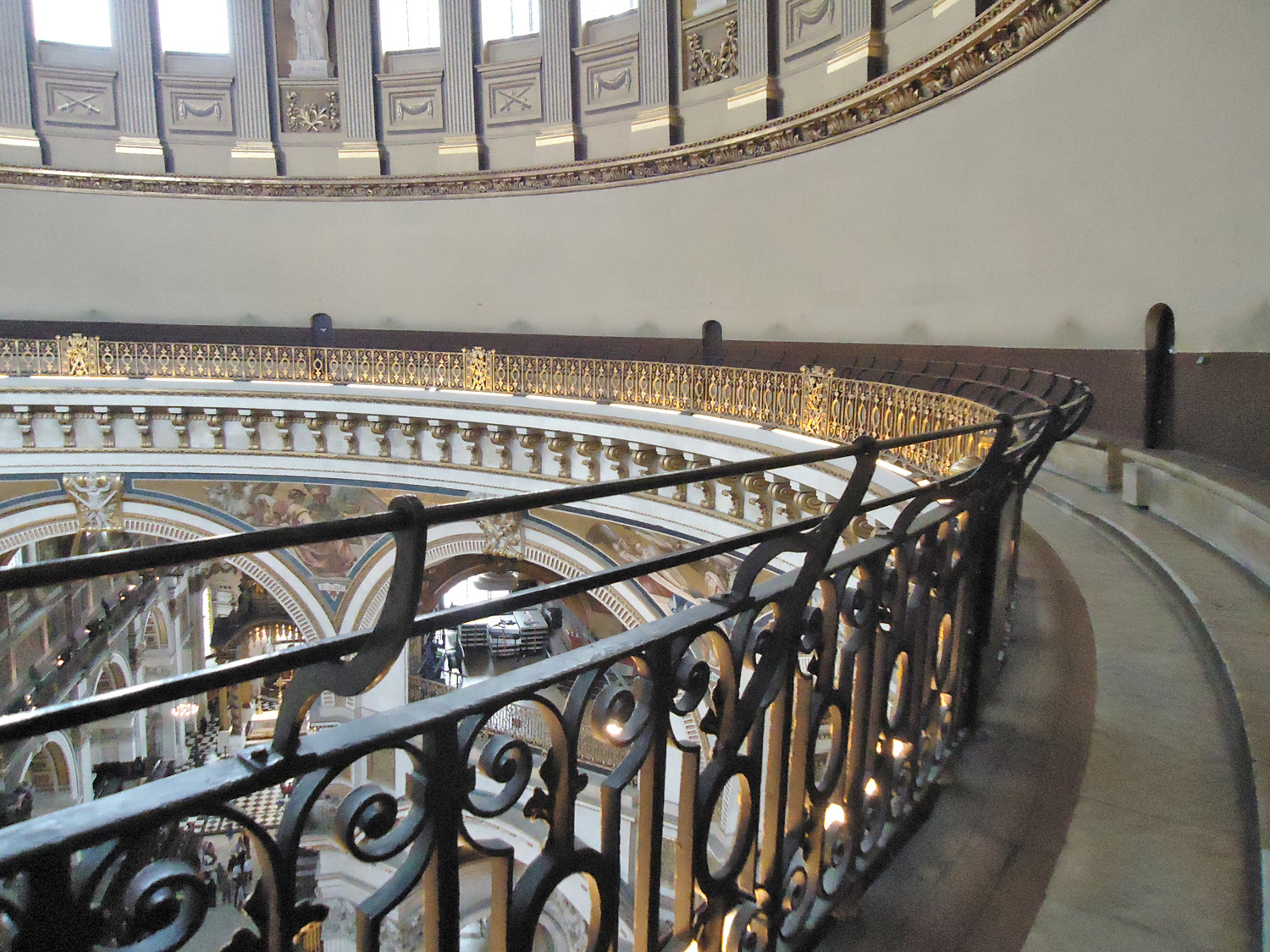
Viskgalleriet i Sankt Paulskatedralen.

Viskgalleri (eller viskvalv) är ett rum av sådan form, att svaga ljud, som utgår från en viss punkt i rummet, tydligt uppfattas i en viss annan, avlägsen punkt utan att kunna höras i någon mellanliggande. Om ett valv har ellipsoid form, återkastar väggarna de ljudvågor, som utgår från den ena brännpunkten till den andra. Den talande personen ställer sig i en av dessa punkter, och en viskning, alltför svag att höras direkt även på korta avstånd, kan då tydligt uppfattas i den andra brännpunkten.
Mera bekanta sådana viskgallerier är ett valv i Sankt Paulskatedralen i London och ett rum i Kina slott i Drottningholms slottspark. Samma effekt nås enklare medelst två stora, mot varandra vända ljudspeglar av parabolisk form.